# 天下三茄子
天下三茄子（てんかさんなす）は、茶道具の茶入の中でも優れているとされる「九十九髪茄子・松本茄子・富士茄子」の三つを指し、名物と言われている。
この「茄子」とは、丸形のやや膨れ口造りと細くなっている茶入で、全体の形が茄子（なす）に似ているのでこのような名前がついた。さらに茄子は唐物入れの最上位について、茄子は天下、肩衝は将軍と言われる。宝珠の形に近いことから、茄子茶入はすべての茶入に先立つとも言われる。また、千利休以前は真の盆点には茄子の茶入以外は用いなかったとされる。

## 名物五つ茄子
上と同様に、優れた茄子に名物五つ茄子が存在する。
- 富士茄子
- 曙茄子
- 七夕茄子
- 利休小茄子
- 豊後茄子